# Asteriks i Obeliks: Tajemnica magicznego wywaru
Asteriks i Obeliks: Tajemnica magicznego wywaru (fr. Astérix: Le Secret de la potion magique) – francuski film animowany z 2018 roku wyreżyserowany przez Alexandre’a Astiera i Louisa Clichy’ego, powstały na podstawie serii komiksów pt. Asteriks autorstwa Rene Gościnnego i Alberta Uderzo.
Premiera filmu odbyła się 5 grudnia 2018 we Francji. Miesiąc później, 18 stycznia 2019, obraz trafił do kin na terenie Polski.

## Fabuła
Panoramix, twórca magicznego wywaru dającego Galom siłę ulega wypadkowi: spada z drzewa podczas zbiorów jemioły. Druid chce odejść na emeryturę i musi znaleźć ucznia, któremu powierzy recepturę specyfiku. Razem z Asterixem i Obelixem wyrusza na poszukiwania swojego następcy. Jednak Rzymianie zamierzają mu przeszkodzić i wykraść Galom przepis na magiczny napój. Oprócz Rzymian Panoramixowi zagraża też złowrogi druid Sulfurix.

## Obsada głosowa[4]
- Christian Clavier – Asteriks
- Guillaume Briat – Obeliks
- Alex Lutz – Samuriks
- Alexandre Astier – 
  - Oursenplus,
  - Huiledoliks,
  - Blodimeriks
- Elie Semoun – Cubitus
- Daniel Mesguich – Sulfuriks
- Bernard Alane – Panoramiks
- François Morel – Ahigieniks
- Lionnel Astier – Tenautomatiks
- Florence Foresti – Dobromina
- Éric Bougnon – kapitan Krwawobrody
- Luna Karys – żona Długowieczniksa
- Arnaud Léonard – Kakofoniks
- Philippe Morier-Genoud – Juliusz Cezar
- Laurent Morteau – Długowieczniks
- Serge Papagalli – Asparanoiks
- Oliver Saladin – senator Tomcrus
- Lèvanah Solomon – Pektynka
- Franck Pitiot – Humerus
- Joëlle Sevilla – Ielosubmarine
- François Raison –
  - Vitroceramiks,
  - Climatoseptiks
- Gérard Hernandez – Atmosferiks
- Patrick Bonnel – Fantasmagoriks
- Jacques Chambon – Zuriks
- Daniel Laloux – Potrójna noga
- Max Brunner – Miniks
- Simon Brunner –
  - Spheriks,
  - Cubiks
- Ethan Astier – Loustiks
- Yoann Blanc – Colchiks
- Patrick Pineau – Aplusbegaliks
- Nicky Naudé –
  - Æpyorniks,
  - Fotovoltahiks
- Dominique Bastien –
  - Bazuniks,
  - Caustiks
- François Rollin – Grotadefriks
- Christophe Fluder – Bitniks
- Romain Segaud – Tektoniks, jeden z braci Fratelliniks
- Louis Clichy – Magnetiks, jeden z braci Fratelliniks
- Jérémy Bardeau – dodatkowe głosy
- Delphine Braillon – dodatkowe głosy
- Marie-Madeleine Burguet – dodatkowe głosy
- Déborah Claude – dodatkowe głosy
- Olivier Jacquet – dodatkowe głosy
- Céline Melloul – dodatkowe głosy
- Christian Peythieu – dodatkowe głosy

## Wersja polska
- Wojciech Mecwaldowski – Asteriks
- Wiktor Zborowski – Obeliks
- Kuba Wojewódzki – Sulfuriks
- Miłogost Reczek – Panoramiks